# Collingbourne Kingston
Collingbourne Kingston – wieś w Anglii, w hrabstwie Wiltshire. Leży 27 km na północ od miasta Salisbury i 109 km na zachód od Londynu. W 2001 miejscowość liczyła 456 mieszkańców.